# Susan Shadburne
Susan Shadburne est une scénariste, réalisatrice et productrice américaine née le 16 décembre 1942 à Portland, Oregon (États-Unis) et morte le 24 avril 2018 à Vancouver.

## Filmographie

### comme scénariste
- 1978 : Rip Van Winkle
- 1979 : The Little Prince
- 1980 : Dinosaur
- 1980 : The Diary of Adam and Eve
- 1981 : A Family Affair
- 1982 : The Great Cognito
- 1985 : Les Aventures de Mark Twain (The Adventures of Mark Twain)
- 1986 : Shadow Play
- 1987 : Wee Sing: King Cole's Party
- 1987 : Turn Around
- 1988 : Wee Sing: Grandpa's Magical Toys
- 1990 : The Ultimate Challenge
- 1992 : We Are Family
- 1994 : Making a Difference

### comme réalisatrice
- 1981 : A Family Affair
- 1986 : Shadow Play
- 1987 : Wee Sing: King Cole's Party
- 1987 : Turn Around
- 1988 : Wee Sing: Grandpa's Magical Toys
- 1992 : We Are Family
- 1994 : Making a Difference

### comme productrice
- 1985 : Les Aventures de Mark Twain (The Adventures of Mark Twain)
- 1986 : Shadow Play